# Gottfried Wilhelm Küstner

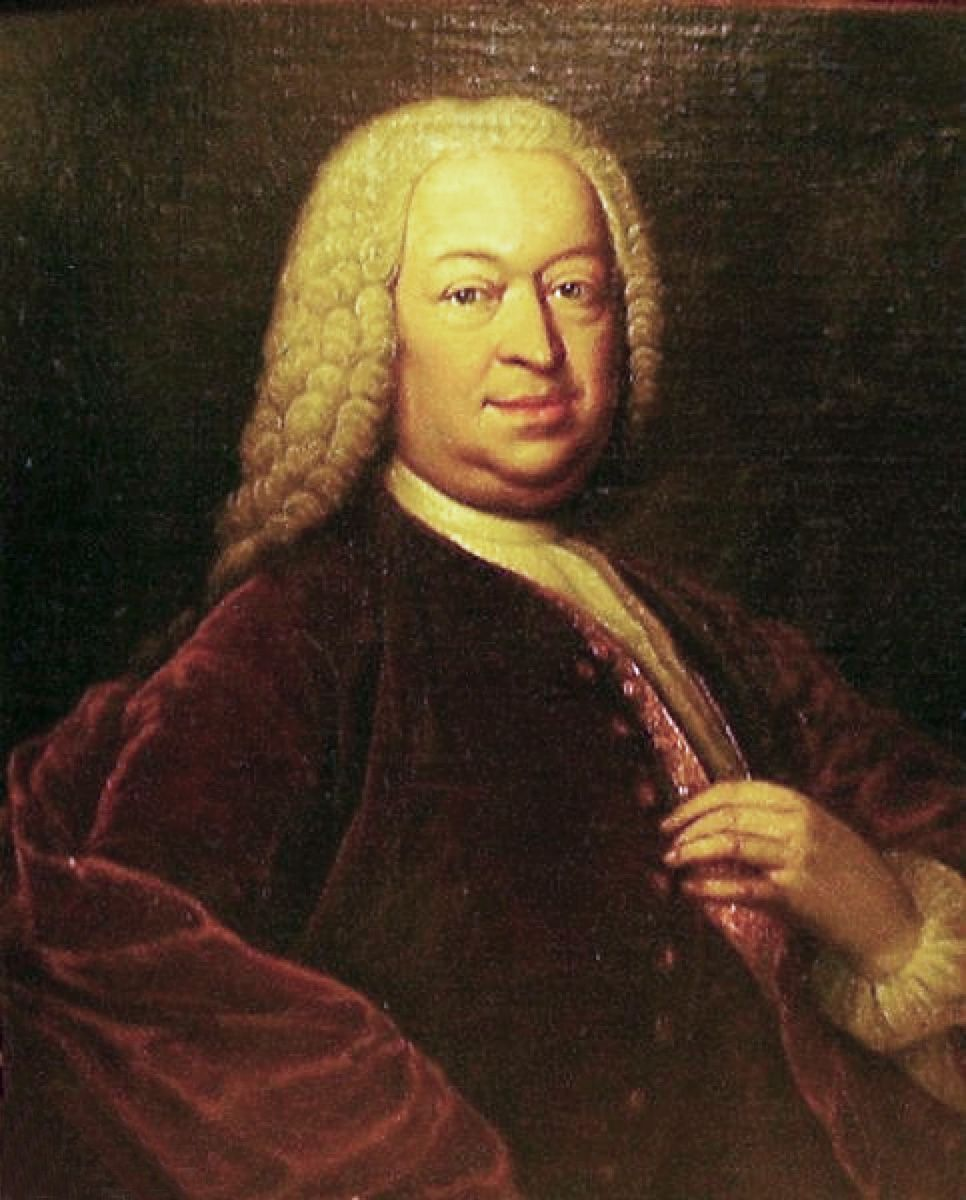
Gottfried Wilhelm Küstner

Gottfried Wilhelm Küstner (* 13. September 1689 in Paunsdorf; † 2. Dezember 1762 in Leipzig) war ein königlich-polnischer und kurfürstlich-sächsischer Geheimer Kriegs- und Appellationsrat, Assessor des Oberhofgerichts und des Schöppenstuhls zu Leipzig, Dekan des Stifts Wurzen, Bürgermeister der Stadt Leipzig und Vorsteher der dortigen Thomaskirche. 

## Leben
Er stammte aus einer Leipziger Gelehrtenfamilie und schlug eine Verwaltungslaufbahn ein. Er wurde Jurist im Dienst des Kurfürsten von Sachsen, der gleichzeitig König von Polen war. 1711 promovierte er an der Universität Leipzig mit der Dissertation Dissertatio Inauguralis De Menstrua Et Annali Praescriptione Literarum Cambialium. Occasione §. XXXII. Ord. Camb. Lips.
Von Gustav Heinrich Mylius erwarb er 1726 und von Adolph Heinrich Mylius 1727 deren Anteile an den Roggen- und Hapfer-Pächten in mehreren Orten bei Saalekreis. 
Gottfried Wilhelm Küstner starb am 2. Dezember 1762 in Leipzig und wurde am 5. Dezember in der neuen Kirche beigesetzt. Er hatte den einzigen Christian Wilhelm Küstner, der in die Fußstapfen des Vaters trat und wie er ebenfalls Jurist und Bürgermeister in der Messestadt Leipzig wurde.

## Werke (Auswahl)
- Gott sey Lob! Die letzte Losung, Welche Der weyland Magnificus [...] Herr Johann Alexander Christ, Weitberühmter Jctus, Sr. Königl. Majest. und Churfl. Durchl. zu Sachsen Hochbestalter Rath [...] Am letzten Tage seiner rühmlich-geführten Regierung der hiesigen Stadt-Wache gegeben, wolte bey Desselben Solennen Leich-Begängniß den 5. Sept. 1707. zu Seinem letzten Ehren-Gedächtniß aus obliegender Schuldigkeit gegen seinen hochgeehrten Herrn Pathen und hochgeneigten Patron erwegen, Leipzig, Zschau, 1707
- Dissertatio Inauguralis De Menstrua Et Annali Praescriptione Literarum Cambialium. Occasione §. XXXII. Ord. Camb. Lips., [Leipzig], Fleischer, o. J. [1711]
- Dissertatio inaug. de menstrua et annali praescriptione literarum cambialium, Lipsia, 1717
- Dissertatio Inavgvralis De Menstrva Et Annali Praescriptione Literarvm Cambialivm, Occasione §. XXXII. Ord. Camb. Lips, Halle (Saale), Sympherus, 1740[1]